# دهستان اسلام‌آباد (جیرفت)
دهستان اسلام‌آباد نام دهستانی در بخش مرکزی شهرستان جیرفت، استان کرمان در ایران است. براساس سرشماری مرکز آمار ایران در سال ۱۳۸۵، جمعیت آن ۱۱۲۸۹ نفر (۲۳۱۴ خانوار) بوده‌است.